# Engelse beer
De Engelse beer (Arctia festiva) is een nachtvlinder uit de familie van de spinneruilen (Erebidae), onderfamilie beervlinders (Arctiinae). De spanwijdte is 45 tot 60 millimeter. De vlinder overwintert als rups. De vliegtijd is van eind april tot juli. De soort komt voor in Centraal en Zuid-Europa, Centraal Azië en Noord-Afrika. De rups is polyfaag.

## Verspreiding in Nederland en België
In België is de Engelse beer na 1980 niet meer waargenomen, hij kwam voor in de provincie Luxemburg. In Nederland is de soort beer alleen in 1925 tweemaal waargenomen.